# Інформаційний тероризм
Інформаційний тероризм (Інфотероризм) – тип тероризму, який визначається як прямий свідомий вплив на психіку та свідомість з метою формування необхідних думок і суджень, що певним чином задають напрям поведінки людей.
На практиці під інформаційним тероризмом зазвичай мають на увазі такий насильницький пропагандистський вплив на психіку, який не залишає для людини можливостей для критичної оцінки одержуваної інформації (як правило, відверто тенденційної інформації, яка досягає своєї мети не якістю маніпулятивного впливу, а його обсягом) створюючи так зване інформаційне перевантаження. Суть інформаційного перевантаження у тому, що кількість інформації, яка надходить у мозок людини, істотно перевищує необхідну для комфортного існування. При цьому частина людей ефективно справляється з інформаційним перевантаженням, тоді як інша частина населення страждає від цього надлишку.

## Мета
Метою інфотероризму є створення методами інформаційного впливу, обстановки, в якій панують страх та пригніченість, з подальшим зловживанням нею для досягнення конкретних злочинних цілей.

## Суб'єкти
Суб’єктами інфотероризму є окремі особи, групи осіб або організації, що здійснюють свою діяльність самостійно або за фінансового та організаційного сприяння інших, іноді державних, суб’єктів.

## Інструменти
В інформаційному тероризмі значну роль грає телебачення, Instagram та YouTube, тобто – відеоконтент. Візуальний ряд, який не вимагає словесного або письмового опису, є доступним для всіх - і дітей, і дорослих. Ця можливість впливу на маси використовується винятково в політичних інтересах та постає як один із провідних інструментів маніпулювання їхньою свідомістю.
Також в інформаційному тероризмі окреме місце посідають онлайн-платформи, що створили нові інструменти поширення інформації та дезінформації: боти, фейкові сторінки, таргетована реклама. У поєднанні інструменти викривлення реальності створюють альтернативну реальність (інформаційні бульбашки).
Інші інструменти:
- Дезінформація;
- Інсайди;
- Матеріали, створенні злочинним шляхом (шантаж, погрози здоров’ю

та життю, вбивство, підкуп).

## Принципи
1. Використання шокуючих матеріалів – постановочні зображення жорстокості або здійснення реальних актів насильства для отримання такого матеріалу;
2. Залякування аудиторії, часто вигаданою, «неминучою загрозою», нагнітання панічних настроїв;
3. Перевантаження інформаційного поля великою кількістю контенту, що знижує можливості людського мозку критично оцінювати інформацію;
4. Охоплення всіх платформ та медіа, включаючи залучення осіб, які посідають найвищі посади та щаблі у політичній, військовій, церковній та інших ієрархіях;
5. Координованість органами державної влади або централізоване поширення.

## Україна
Хоча термін в академічній площині існував давно, на практиці з цим деструктивним явщиме вперше зустрілись в Україні.
Один з багатьох прикладів:
Перед початком повномасштабного вторгнення російської федерації в Україну, російські ЗМІ активно використовували інфотероризм задля демонстрації "злочинів" українських військових.
21 лютого 2022 року, в соціальних мережах та ЗМІ почала ширитись новина про те, що так званий "український диверсант" підірвався при установці вибохівки біля залізничного вокзалу в Донецьку.
Того ж дня, терористична організація "ДНР" в особі "Народной милиции ДНР" у своєму telegram каналі необґрунтовано заявила, що українці продовжуть спроби проведення терористичних актів проти життєважливих об'єктів інфраструктури та проти цивільного населення.
З початком активних бойових дій, Центр протидії дезінформації при РНБО України вирішив взяти на себе ініціативу в боротьбі та дослідженні описаного поняття.
18 березня 2022 року, експерти Центру на своєму сайті опублікували документ, який мав на меті ознайомити громадскість з поняттям інформаційного тероризму, після чого в ефірі національного телемарафону Єдині новини почали виходити сюжети, які розповідають про інфотероризм.

## Російська Федерація
Сьогодні Російська Федерація - головний постачальник інформаційного тероризму в світі.
Починаючи з 2013 року Росія, в рамках інформаційного тероризму, запустила потужну пропагандистську та дезінформаційну компанію направлену проти України.
20 січня 2020 року Державний департамент США опублікував інформаційний бюлетень, в якому проаналізував основні російські наративи, які ширяться протягом майже 10 років:
Тема №1: “Росія – безневинна жертва”
Російські урядовці хибно зображають Росію як вічну жертву, а її агресивні дії – як вимушену відповідь на передбачувані дії Сполучених Штатів та наших демократичних союзників та партнерів. Щоб підкріпити ці твердження, Росія звертається до одного зі своїх улюблених ярликів, щоб спробувати завдати удару у відповідь: “русофобія.” Після вторгнення в Україну в 2014 році російська влада і підконтрольні державі дезінформаційні ЗМІ почали звинувачувати всіх, хто ставить під сумнів дії Росії, у тому, що вони є ксенофобами-русофобами.
Наприклад, Росія стверджує, що негативна реакція міжнародної спільноти на її вторгнення в незалежну країну була викликана просто тим, що люди бояться і ненавидять Росію. Згідно з наведеною нижче діаграмою, русофобія не викликала серйозного занепокоєння у Міністерства закордонних справ Росії або дезінформаційних ЗМІ, що фінансуються державою, доти, доки російські військові не вторглися в Україну. Твердження про “русофобію” проглядаються в цілій низці тем і використовуються щоразу, коли Уряд Росії хоче зобразити собе жертвою, тоді як насправді вона є агресором.
Тема №2: Історичний ревізіонізм
Коли історія не відповідає політичним цілям Кремля, російські урядовці та їхні маріонетки заперечують історичні події або спотворюють історичні наративи, щоб показати Росію у більш вигідному світлі, що грає на руку її внутрішньому та геополітичному порядку денному. Наприклад, пакт про ненапад 1939 між Радянським Союзом та нацистською Німеччиною, також відомий як пакт Молотова — Ріббентропа, який спровокував Другу світову війну, політично незручний для путінського режиму. У 2020 році, намагаючись мінімізувати та раціоналізувати рішення Сталіна стати союзником Гітлера, Путін опублікував спотворену версію початку Другої світової війни, применшивши роль СРСР та переклавши провину за війну на інші країни. Росія часто заходить ще далі, називаючи тих, хто не згоден з її викривленою версією історії, нацистами чи прихильниками нацизму.
Кремль застосовує цю формулу і до історії української державності, поведінки НАТО під час розпаду СРСР, радянської пенітенціарної системи ГУЛАГ, голоду в Україні, відомому як Голодомор, та багатьох інших подій, коли історичні дії Кремля не служать на руку його поточним політичним цілям.
Тема №3: “Крах західної цивілізації неминучий”
Росія розповсюджує хибне твердження про те, що західна цивілізація руйнується і відхилилася від “традиційних цінностей,” тому що вона працює над забезпеченням безпеки та рівності ЛГБТК+ та просуває такі концепції, як рівність жінок і мультикультуралізм. Загибель західної цивілізації – одне із найстаріших російських дезінформаційних наративів: твердження про “загниваючий Захід” документуються з 19-го століття.
Цей дезінформаційний наратив, заснований на “цінностях,” використовує певні поняття, такі як “традиції,” “сімейні цінності” та “духовність”. Росія стверджує, що вона є оплотом так званих “традиційних цінностей” і гендерних ролей і служить моральною противагою “декадентству” США та країн Заходу. Наприклад, Президент Путін заявив, що Захід практично скасував поняття “мати” та “батько,” замінивши їх на “батько 1 і 2”, а Міністр закордонних справ Лавров написав, що західних дітей “вчать у школі, що Ісус Христос був бісексуалом”.
Тема № 4: “Народні рухи – це спонсоровані США “кольорові революції”
Кремлю важко погодитися з тим, що всі люди повинні користуватись правом людини на свободу вираження поглядів, і що уряд має бути підзвітний своєму народу. Росія звинуватила Сполучені Штати у підбурюванні до повстань, у підготовці “кольорових революцій” у Грузії, Казахстані, Киргизстані, Молдові, Україні, а також по всьому Близькому Сходу та Африці. Якщо народний рух виступає за демократію та реформи і не відповідає геополітичним інтересам Росії, Кремль часто критикує його легітимність і стверджує, що за ним таємно стоять Сполучені Штати. Ці безпідставні звинувачення часто спрямовані проти місцевих та міжнародних організацій громадянського суспільства, а також незалежних ЗМІ, які викривають порушення прав людини та корупцію. Кремль намагається заперечувати, що у сусідніх країнах є свобода дій, гідність і незалежність у прагненні відстоювати свої права, які Кремль заперечує громадянам Росії.
Тема №5: Реальність така, якою її хоче бачити Кремль
Кремль часто намагається створити безліч хибних реалій та внести безлад в інформаційне середовище, коли правда не відповідає їх інтересам. Часто навмисне вводячи в оману, російські офіційні особи висувають аргументи, покликані спробувати перекласти провину з російського уряду, навіть якщо деякі наративи суперечать один одному. Проте згодом, уявлення кількох суперечливих розповідей може саме собою стати методом, призначеним до створення плутанини і для запобігання відповіді. Інші елементи російської дезінформаційної та пропагандистської екосистеми, такі як зловживання дезінформаційними ЗМІ, котрі фінансуються державою та використання соціальних мереж як зброї, сприяють просуванню безлічі хибних наративів.
Наприклад, світові стало зрозуміло, що Росія спробувала вбити колишнього співробітника російської військової розвідки Сергія Скрипаля та його дочку Юлію за допомогою отруйної речовини нервово-паралітичної дії “Новичок” у Солсбері (Англія) 4 березня 2018 року. За даними Інституту політики при Королівському коледжі Лондона, протягом чотирьох тижнів після цього інциденту російські ЗМІ RT та Sputnik, котрі фінансовані та керовані Росією поширили 138 різних та суперечливих наративів у 735 статтях.
Росія використовувала ті ж методи, наповнивши інформаційний простір безліччю помилкових тверджень після інших подій, таких як збиття рейсу МН17 авіакомпанії Malaysian Airlines, а також вторгнення Росії в Грузію 2008 році і окупація, що триває, щоб відволікти від російської ролі в цих подіях. Знову ж таки, мета полягає в тому, щоб заплутати, відвернути увагу та маніпулювати правдою на користь Кремля.

## У світі
Інформаційний тероризм активно використовувався під час кризи біженців рохінджа у 2015 та геноциді рохінджа у 2016 роках.
Коли правозахисниця Аун Сан Су Чжі стала де-факто лідером М'янми, в країні багато що змінилося: уряд почав лібералізацію бізнесу, зокрема сектора телекомунікацій.
За словами Елізабет Марнс із благодійного фонду при Бі-Бі-Сі, зміни здивували своєю швидкістю.
"Раніше SIM-карта коштувала близько 200 доларів, - говорить Марнс. - Коли в 2013 році влада відкрила ринок для міжнародних телекомунікаційних компаній, SIM-карти впали в ціні до 2 доларів. Все стало неймовірно доступним".
Після того, як люди стали масово купувати недорогі телефони та дешеві сімки, бірманцям різко знадобився один додаток - "Facebook".
Чому? Справа в тому, що Google і деякі інші великі інтернет-портали не підтримували бірманський алфавіт, а у "Фейсбуку" із цим проблем із самого початку не було.
"Купуючи смартфони з доступом в інтернет, бірманці виходять із салонів зв'язку вже з фейсбучним додатком у телефоні", - зазначає Марнс.
Як каже Тет Свей Він, у мешканців країни, які не звикли до цифрових технологій, не було імунітету до дезінформації та навичок безпечного користування інтернетом.
Facebook - соцмережа і телекомунікаційна компанія, яка відкрила громадянам М'янми вікно у світ, не враховували складну міжетнічну та міжконфесійну обстановку в країні – принаймні спочатку.
Наприклад, мусульмани-рохінджа немають бірманського громадянства, і з представників буддійського правлячого класу навмисно називають їх бенгальцами.
У результаті, поєднання етнічної напруженості і соціальних мереж, що швидко розвиваються, виявилося вибуховим.
У Facebook почали розжигати ненависть до мусульман-рохінджа. Розслідування Рейтер. виявило понад тисячу бірманських постів, коментарів і навіть порнороликів, пронизаних ненавистю до рохінджа.
У результаті репресій та тотальної ненависті, що найменше 700 тисяч рохінджа покинули свою рідну країну. Згідно з ООН: це була найшвидша криза у світі.